# Tschechische Badmintonmeisterschaft 2007
Die Tschechische Badmintonmeisterschaft 2007 fand vom 2. bis zum 4. Februar 2007 in Český Krumlov statt.

## Austragungsort
- Český Krumlov, Sportovní hala, Chvalšinská 111

## Finalergebnisse
| Disziplin    | Sieger                           | Finalist                       | Ergebnis           |
| ------------ | -------------------------------- | ------------------------------ | ------------------ |
| Herreneinzel | Petr Koukal                      | Jan Fröhlich                   | 21:16 20:22 21:15  |
| Dameneinzel  | Eva Titěrová                     | Martina Benešová               | 21:16 17:21 21:19  |
| Herrendoppel | Stanislav Kohoutek Pavel Florián | Martin Osička Jiří Skočdopole  | 21:17 21:12        |
| Damendoppel  | Eva Titěrová Hana Milisová       | Eva Lacinová Martina Brejchová | 21:12 21:16        |
| Mixed        | Martin Herout Eva Titěrová       | Jan Fröhlich Hana Milisová     | 21:16 14:21 21:18. |